# کیجی گوتو
کیجی گوتو (انگلیسی: Keiji Gotoh؛ زادهٔ ۴ نوامبر ۱۹۶۸) کارگردان فیلم، و پویانما اهل ژاپن است.